# Cyclocheilaceae
Cyclocheilaceae é o nome botânico de uma família de plantas dicotiledóneas.
Esta família é aceite pelo sistema APG, que a coloca na ordem Lamiales.
No entanto, no sistema APG II (2003) e no sistema APG III (2009),  esta família não existe, colocando essas plantas na família Orobanchaceae.
Na classificação tradicional de Cronquist (1981), esta família não existe.
No sistema Angiosperm Phylogeny Website esta família é indicada como sinónima da tribo Buchnereae.